# Skandia (Geldrop)
Skandia is een wijk in het dorp Geldrop in de gemeente Geldrop-Mierlo. De wijk ligt aan de Kleine Dommel en bestaat vooral uit rijtjeshuizen. De wijk heeft 3.185 inwoners. De Daltonbasisschool Dommeldal en Nutsbasisschool Beneden Beekloop zijn in deze wijk gevestigd.
Dorpen: Geldrop · Hoog Geldrop · Mierlo 

Buurtschappen: Bekelaar · 't Broek · De Loo · Genoenhuis · Goor . Gijzenrooi · Heiderschoor · Hout · Hulst · Loeswijk · Luchen · Overakker · Trimpert · Voortje

Wijken van Geldrop: Akert · Braakhuizen-Noord · Braakhuizen-Zuid · Centrum · Coevering · Gijzenrooi · Skandia 

Noord-Brabant: Steden en dorpen      Nederland: Provincies · Gemeenten